# Domenico Freschi
Giovanni Domenico Freschi (26. března 1634 Bassano del Grappa – 2. července 1710 Vicenza) byl italský katolický kněz a hudební skladatel.

## Život
Narodil se 26. března 1634 v Bassano del Grappa severovýchodní Itálii. Byl vysvěcen na kněze a krátce poté se stal ve Vicenze ředitelem kůru (maestro di cappella) v katedrále Cattedrale di Santa Maria Annunciata. V této funkci setrval až do své smrti v roce 1710.
Komponoval chrámovou hudbu, která byla uváděna nejen v katedrále, ale i v dalších kostelech města. Je známo, že v letech 1671–1685 zkomponoval 16 oper. 11 mělo premiéru v benátských divadlech a 5 v soukromém divadle benátského prokurátora Marca Contariniho v Piazzole sul Brenta. Jeho první opera, Ifide greca, měla premiéru v Benátkách v roce 1671. Druhá opera, Helena rapita da Paride, byla komponována u příležitosti otevření benátského divadla Teatro Sant'Angelo v roce 1677.

## Dílo
- Ifide greca (dramma per musica, libreto Nicolò Minato, 1671, Benátky)
- Helena rapita da Paride (dramma per musica, libreto Aurelio Aureli, 1677, Benátky
- Tullia superba (dramma per musica, libreto Antonio Medolago, 1678, Benátky)
- La Circe (dramma per musica, libreto Cristoforo Ivanovich, 1679, Benátky)
- Sardanapalo (dramma per musica, libreto Carlo Maderni, 1679, Benátky)
- Berenice vendicata (dramma per musica, libreto Giorgio Maria Rapparini, 1680, Piazzola sul Brenta)
- Il cittadino amante della patria ovvero Il Tello (operetta, libreto Giorgio Maria Rapparini, 1680, Piazzola sul Brenta)
- Pompeo Magno in Cilicia (dramma per musica, libreto Aurelio Aureli, 1681, Benátky)
- Olimpia vendicata (dramma per musica, libreto Aurelio Aureli, 1681, Benátky)
- Giulio Cesare trionfante (dramma per musica, libreto Luigi Orlandi, 1682, Benátky)
- Ermelinda (dramma per musica, libreto Francesco Maria Piccioli, 1682, Piazzola sul Brenta)
- Silla (dramma per musica, libreto Andrea Rossini, 1683, Benátky)
- L'incoronazione di Dario (dramma per musica, libreto Adriano Morselli, 1684, Benátky)
- Teseo tra le rivali (dramma per musica, libreto Aurelio Aureli, 1685, Benátky)
- Gl'amori d'Alidaura (dramma per musica, libreto Francesco Maria Piccioli, 1685, Piazzola sul Brenta)
- L'amante muto loquace (dramma per musica, libreto Nicolò Leonardi, Piazzola sul Brenta)

### Chrámová hudba
- Messa a cinque voci e salmi a tre, quattro e cinque voci con tre strumenti, Op. 1 (1660)
- Messa a sei voci e salmi a due, cinque e sei voci con quattro e cinque strumenti, Op. 2 (1673)
- Due miserere a quattro voci
- Compieta
- Pange Lingua da processione a quattro voci, soprano, alto, tenore e basso, sole voci (Vicenza)
- Ave Maris Stella da processione a quattro voci, soprano, alto, tenore e basso, sole voci
- Vexilla da processione a quattro voci, soprano, alto, tenore, basso, sole voci

### Oratoria
- Clotilde a cinque voci (1688)
- Giuditta a cinque voci (1705)
- Il miracolo del mago oratorio a sei voci per coro e strumenti
- Il miracolo di s. Antonio da Padua